# Club Sportivo Sergipe
Il Club Sportivo Sergipe, meglio noto come Sergipe, è una società calcistica brasiliana con sede nella città di Aracaju.

## Storia
Il club fu fondato il 17 ottobre 1909, ad Aracaju, dai dissidenti del Cotinguiba Esporte Clube. Quest'ultimo club, dal nome del fiume Cotinguiba, era stato fondato il 10 ottobre 1909, il primo ad Aracaju. I dissidenti, tra cui Adalberto Monteiro, Euclides Porto, Adalgiso Rosal, José Couto de Farias, Tancredo Campos, Américo Silva, Francisco Bessa e altri, si incontrarono a mezzogiorno l'11 ottobre all'Associazione Commerciale e decisero la domenica successiva di fondare il Club Sportivo Sergipe. Il Sergipe fu inizialmente fondato come club di canottaggio e nel gennaio 1910 la prima barca fu battezzata come Nereida. La prima sede era in un garage in Ivo do Prado Avenue. Il reparto di calcio del Sergipe aprì ufficialmente nel 1916. Nel 1972, il Sergipe divenne il primo club dell'omonimo stato a partecipare al Campeonato Brasileiro Série A, terminando al 26º posto.

## Palmarès

### Competizioni statali
- Campionato Sergipano: 37

1922, 1924, 1927, 1928, 1929, 1932, 1933, 1937, 1940, 1943, 1955, 1961, 1964, 1967, 1970, 1971, 1972, 1974, 1975, 1982, 1984, 1985, 1989, 1991, 1992, 1993, 1994, 1995, 1996, 1999, 2000, 2003, 2013, 2016, 2018. 2021, 2022
- Copa Governo do Estado de Sergipe: 1

2013

### Altri piazzamenti
- Copa do Nordeste:

Semifinalista: 2000